# Fern Fitzgerald
Fern Fitzgerald (* 7. Januar 1947 in Valley Stream, New York, USA) ist eine US-amerikanische Schauspielerin.

## Leben
Fitzgerald gab ihr Fernseh-Debüt 1978 in der Serie Dallas, wo sie von 1978 bis 1990 die Marilee Stone darstellte. Zwischendurch trat sie in zahlreichen Fernsehproduktionen auf.
1996 zog Fern Fitzgerald sich ins Privatleben zurück.

## Filmografie
- 1978: All My Children (Fernsehserie)
- 1978–1990: Dallas (Fernsehserie)
- 1980: A Cry for Love (Fernsehfilm)
- 1980: Too Close for Comfort (Fernsehserie, eine Folge)
- 1981: Hart aber herzlich (Hart to Hart; Folge: Hartland Express)
- 1982: Beach Girls – Strandhasen (The Beach Girls)
- 1982: Madame's Place (Fernsehserie, eine Folge)
- 1983: Archie Bunker's Place (Fernsehserie, drei Folgen)
- 1983: Polizeirevier Hill Street (Hill Street Blues, Fernsehserie, eine Folge)
- 1983–1984: Silver Spoons (Fernsehserie, zwei Folgen)
- 1985: Agentin mit Herz (Scarecrow and Mrs. King, Fernsehserie, eine Folge)
- 1985: Stingray – Mendosas Rache (Fernsehfilm)
- 1985–1986: Wer ist hier der Boss? (Who's the Boss?, Fernsehserie, zwei Folgen)
- 1986: It's a Living (Fernsehserie, eine Folge)
- 1986: Hotel (Fernsehserie, eine Folge)
- 1987: Hunter (Fernsehserie, eine Folge)
- 1987: The Oldest Rookie (Fernsehserie, eine Folge)
- 1988: Who Gets the Friends? (Fernsehfilm)
- 1988: Nightingales (Fernsehfilm)
- 1989: Inspektor Hooperman (Hooperman, Fernsehserie, eine Folge)
- 1990: They Came from Outer Space (Fernsehserie, eine Folge)
- 1990–1992: Alles Okay, Corky? (Life Goes On, Fernsehserie, drei Folgen)
- 1991: Grüße aus dem Jenseits (Shades of LA, Fernsehserie, eine Folge)
- 1995: Vanishing Son (Fernsehserie, eine Folge)
- 1996: Seinfeld (Fernsehserie, eine Folge)